# Anticipación tecnológica
La anticipación tecnológica, en ciertos contextos léase también anticipación numérica o anticipación digital o anticipación prospectiva (en inglés: “Tecnologic Foresight”; en francés: “Veille Technologique”), consiste en informarse de manera ordenada y sistemática y de todas las formas posibles, sobre las técnicas más recientes en materia de tratamiento de la información, y sobre su posible liberalización o utilización comercial (lo que generalmente hace la diferencia entre ciencia, técnica y tecnología). Esta actividad pone en juego procedimientos de adquisición, almacenamiento, y análisis de informaciones, así como sobre la distribución automática o semi-automática de los mismos y de sus resultados, en las diferentes secciones de una empresa u organización, a la manera de una revista de prensa. Estas noticias, descripciones, opiniones, y críticas, pueden concernir cosas relativamente concretas (una materia prima; un producto; un componente; un procedimiento) o cosas más generales (estado del arte; evolución del entorno científico, técnico, industrial, y/o comercial de la empresa).
Así, será posible que el departamento de estudios e investigaciones de la propia empresa, se encuentre mejor informado sobre posibles aumentos o reducciones de costos, o sobre mejoras en la calidad o los rendimientos, etc, en el marco de detallados análisis de valor y evaluación de expectativas. Y así, el departamento de producción de la empresa, podrá conocer y evaluar mejor sus propios límites en cuanto a la producción, la posible concurrencia futura, etc, por lo que en consecuencia podrá mejor organizarse, y podrá mejor enfrentar los desafíos a los que se vea sometido.

## Antecedentes[7]
La anticipación tecnológica como tema, se desarrolló en Francia desde fines de los años 1980. En 1988, un « comité d'orientation stratégique de l'information scientifique et technique de la veille technologique» (en español: « comité de orientación estratégica de la información científica y técnica sobre la anticipación tecnológica») fue creado en Francia por el Ministre de la Recherche et de l'Enseignement Supérieur. La noción de « anticipación tecnológica» entonces quedó definida.
En 1989, la unión de industrias químicas desarrolló un Atelier de veille technologique ("Taller de anticipación tecnológica"). Fue en el X plan (1989-1992) que hubo preocupación por la « veille technologique et politique des brevets» (en español: « anticipación tecnológica y política de patentes»).
La definición más precisa de "anticipación tecnológica" posiblemente sea la de François Jakobiak, uno de los « padres (pioneros)» de la anticipación tecnológica en Francia, junto a otros especialistas tales como Henri Dou, creador del Centre de Recherche Rétrospective de Marseille (CRRM), primera institución francesa de investigación y de formación en materia de anticipación tecnológica y prospectiva:

« La veille technologique est l'observation et l'analyse de l'environnement scientifique, technique, technologique, suivies de la diffusion bien ciblée, aux responsables, des informations sélectionnées et traitées utiles à la prise des décisions stratégiques ».
Traducción al español: « La anticipación tecnológica consiste en la observación y el análisis del entorno científico, técnico, y tecnológico, seguidos de una difusión bien orientada y adaptada a los responsables de ciertas áreas estratégicas, de las informaciones y noticias consideradas útiles e importantes para la toma de decisiones ».

En 1989, Henri Dou creó el primer DEA de información estratégica y de anticipación tecnológica, en la Université Aix-Marseille.
Con posterioridad, la temática de la anticipación tecnológica se desarrolló y se afinó en función de objetivos específicos:: "veille commerciale" (anticipación comercial), "veille juridique" (anticipación jurídica), "veille presse" (anticipación noticiosa), "veille informationnelle" (anticipación informacional), "veille marketing" (anticipación en promoción y propaganda)... En cuanto a la "veille stratégique" (anticipación estratégica), ella desarrolla y recoge las « tendencias globales de evolución».

## Lugar de la anticipación tecnológica en la inteligencia económica
La anticipación tecnológica no debe ser confundida con el espionaje industrial, ya que:
- Utiliza informaciones abiertas, en principio accesibles a cualquiera, y no internas y reservadas de una determinada empresa o institución o gobierno;
- No se interesa solamente en informaciones y datos con origen en una determinada institución o en un determinado objetivo.

Debe considerarse que la anticipación estratégica generalmente engloba la anticipación tecnológica, aunque por cierto, esta última también es considerada como estratégica.
La anticipación tecnológica integra y forma parte de las actividades preparatorias de la transferencia tecnológica; este concepto se articula perfectamente con la inteligencia económica.
La anticipación tecnológica fundamentalmente es utilizada para:
- Seguir los desarrollos técnicos y las investigaciones de punta sobre los mismos;
- Identificar y considerar nuevos procedimientos o nuevos materiales de sustitución;
- Anticiparse a la competencia, para así intentar situarse en una posición de punta, utilizando en forma temprana nuevas tecnologías y nuevos procedimiemtos, para así disponer de una ventaja competitiva;
- Diminuir todo lo posible los costos de producción;
- Aumentar todo lo posible la calidad de productos y servicios ofrecidos;
- Identificar tempranamente las mejores prácticas.